# Răspândirea animalelor pe glob
Animalele sunt răspândite oriunde pe glob. Aici este o listă cu zonele biogeografice existente:
- Zona ecuatorială
- Zona savanelor
- Zona deșerturilor
- Zona mediteraneană
- Zona de stepă
- Zona pădurilor de foioase și conifere

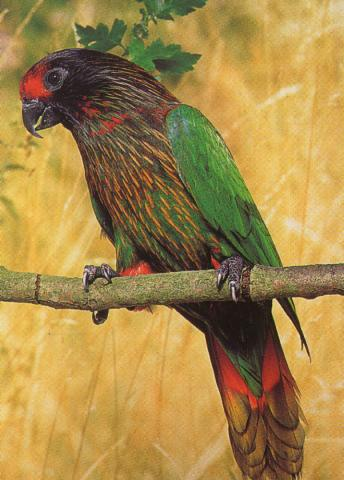
Papagal

- Zona de taiga
- Zona de tundră
- Zona polară

## Zona ecuatorială
Condițiile climatice favorabile din această zonă extrem de caldă și umedă permit existența unei mari diversități de animale. Cele mai multe (șerpi, insecte, maimuțe, fluturii, păsări viu colorate) trăiesc în coroana arborilor unde găsesc o hrană abundentă. Principalele adaptări ale animalelor arboricole se referă la posibilitățile lor de a face salturi și de a se agăța de ramurile arborilor.

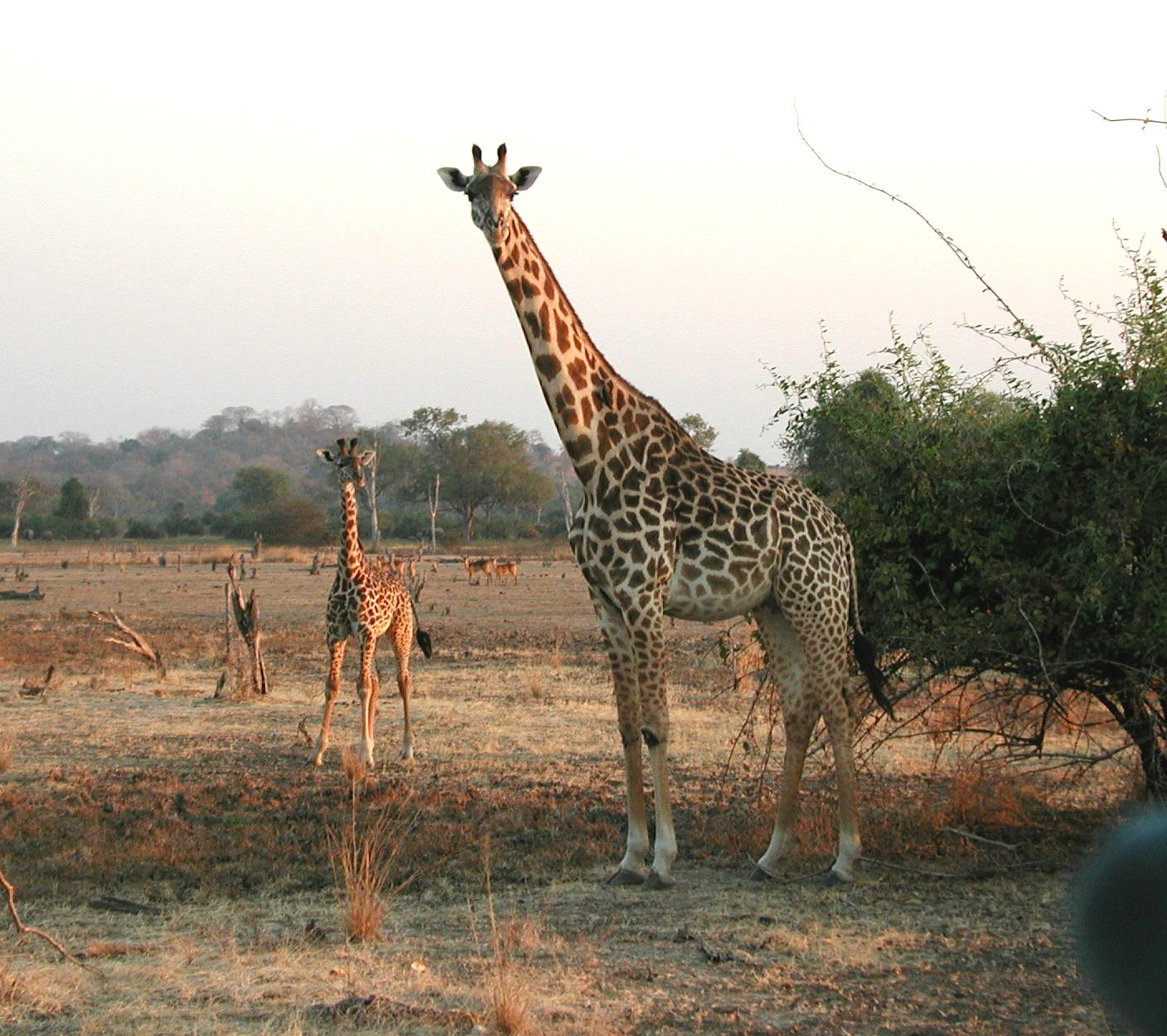
Girafă

## Zona savanelor
În funcție de condițiile existente în cele două anotimpuri ale anului, viața animalelor din savană se desfășoară în mod diferit. În anotimpul secetos, dispariția ierburilor determină migrarea unor păsări și mamifere spre locurile unde își pot găsi hrana. În anotimpul ploios, bogăția ierburilor oferă hrana îmbelșugată numeroaselor mamifere erbivore (girafe, zebre, antilope).

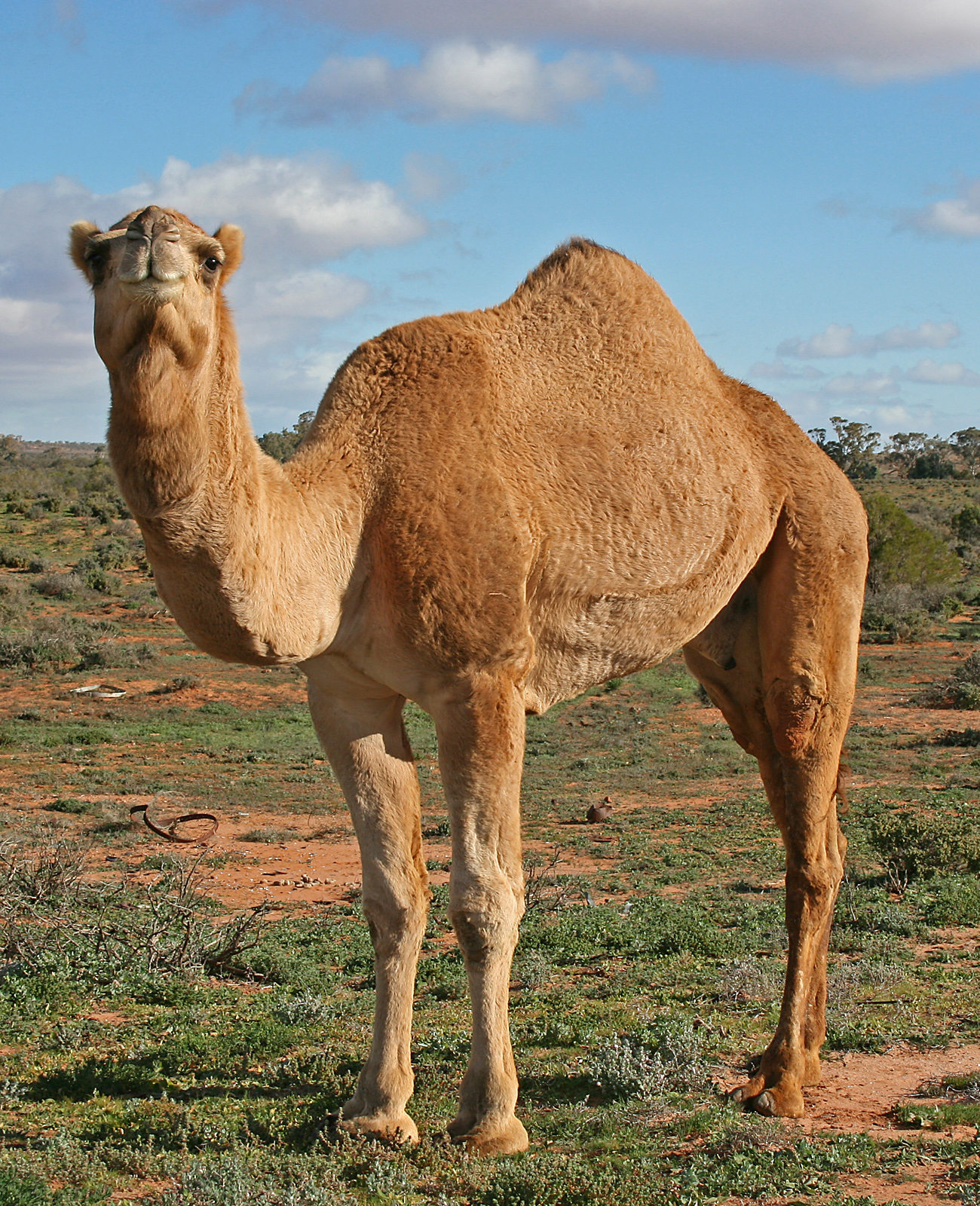
Cămilă

## Zona deșerturilor
Deșerturile sunt regiunile cele mai uscate de pe Pământ. Multe animale se adăpostesc în timpul zilei și ies la căderea nopții în căutarea hranei. Ele sunt capabile să supraviețuiască cu foarte puțină apă. De exemplu, cămila poate să nu bea apă săptămâni întregi, pentru că o înmagazinează în cantitate mare în stomacul ei buretos.

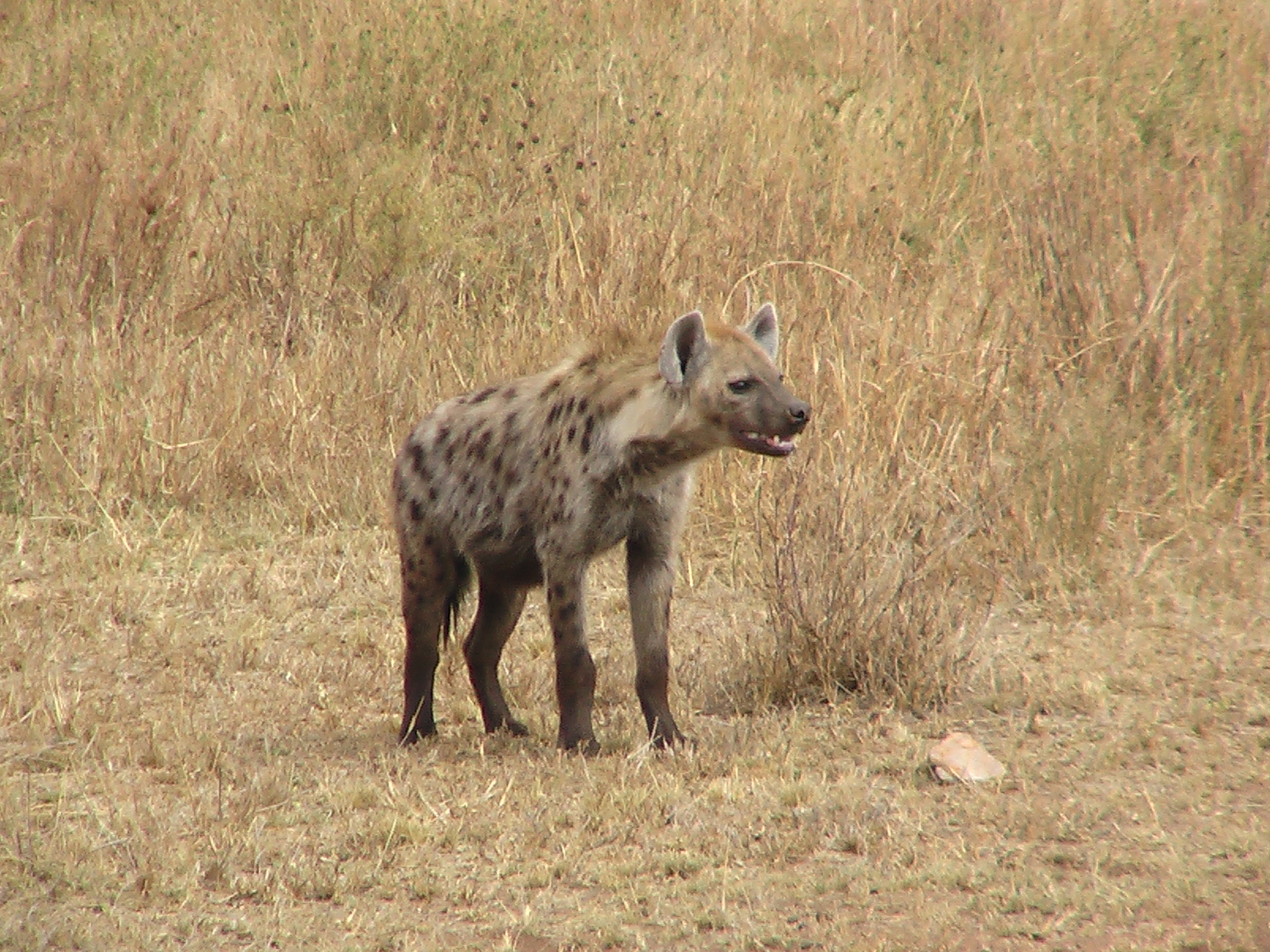
Hienă

## Zona mediteraneană
Este caracterizată prin temperaturi ridicate și numeroase animale sunt adaptate la activitatea nocturnă (păsări, viezuri, hiene, lilieci), adăpostindu-se în timpul zilei. Altele rezistă însă la căldură, căutându-și hrană ziua.

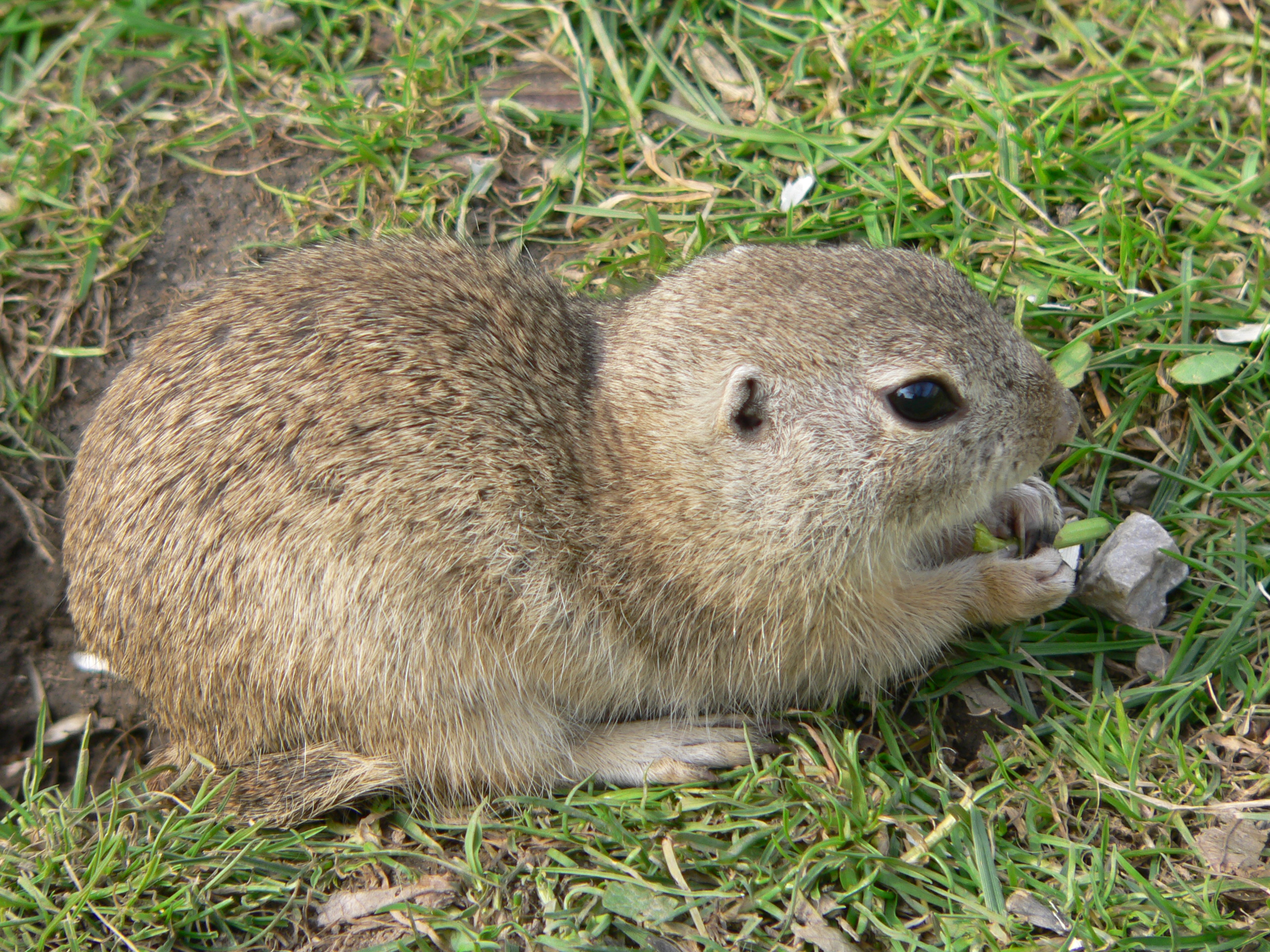
Popândău

## Zona de stepă
Această zonă cuprinde întinse terenuri acoperite cu iarbă, care adăpostesc numeroase rozătoare (popândăi, șoareci de câmp) ce își sapă galerii în pământ. Culoarea animalelor din stepă este cafeniu-cenușie, asemănătoare pământului și ierburilor uscate.

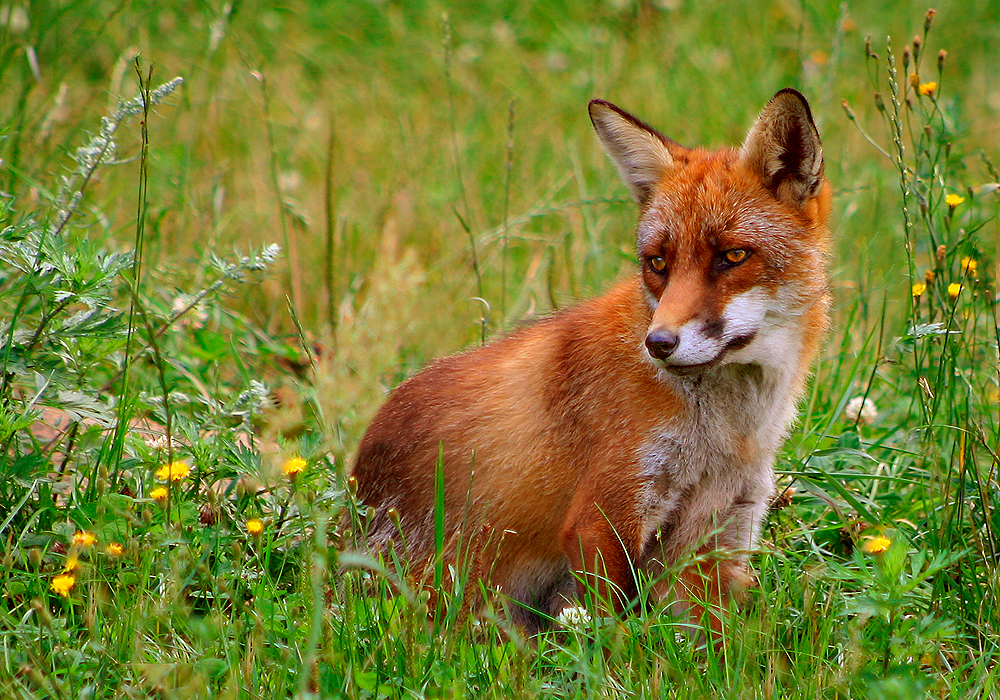
Vulpe

## Zona pădurilor de foioase și conifere
Verile puțin călduroase și iernile relativ blânde oferă hrană din abundență numeroaselor animale care o populează: insecte, viermii, șopârle, păsări (ciocănitori, forfecuțe), mamifere (vulpi, iepuri).

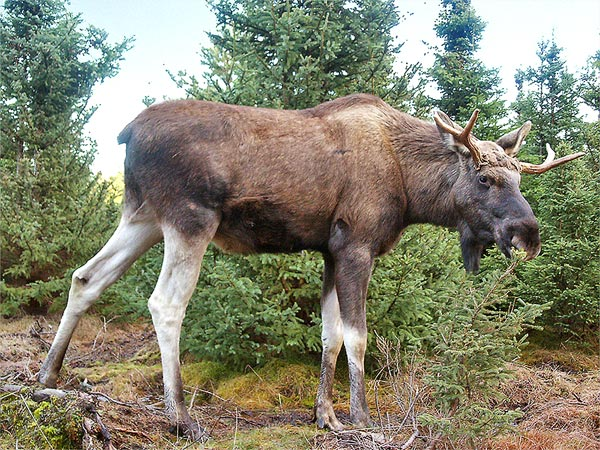
Elan

## Zona de taiga
Animalele caracteristice acestei zone (elani, veverițe, șoareci, urși bruni) s-au adaptat iernilor aspre și verilor friguroase. Unele animale își fac rezerve de hrană în timpul verii, altele intră în hibernare. Elanul are picioare lungi, care îi permit să alerge prin zăpada moale (În dreapta e anotimpul de vară).

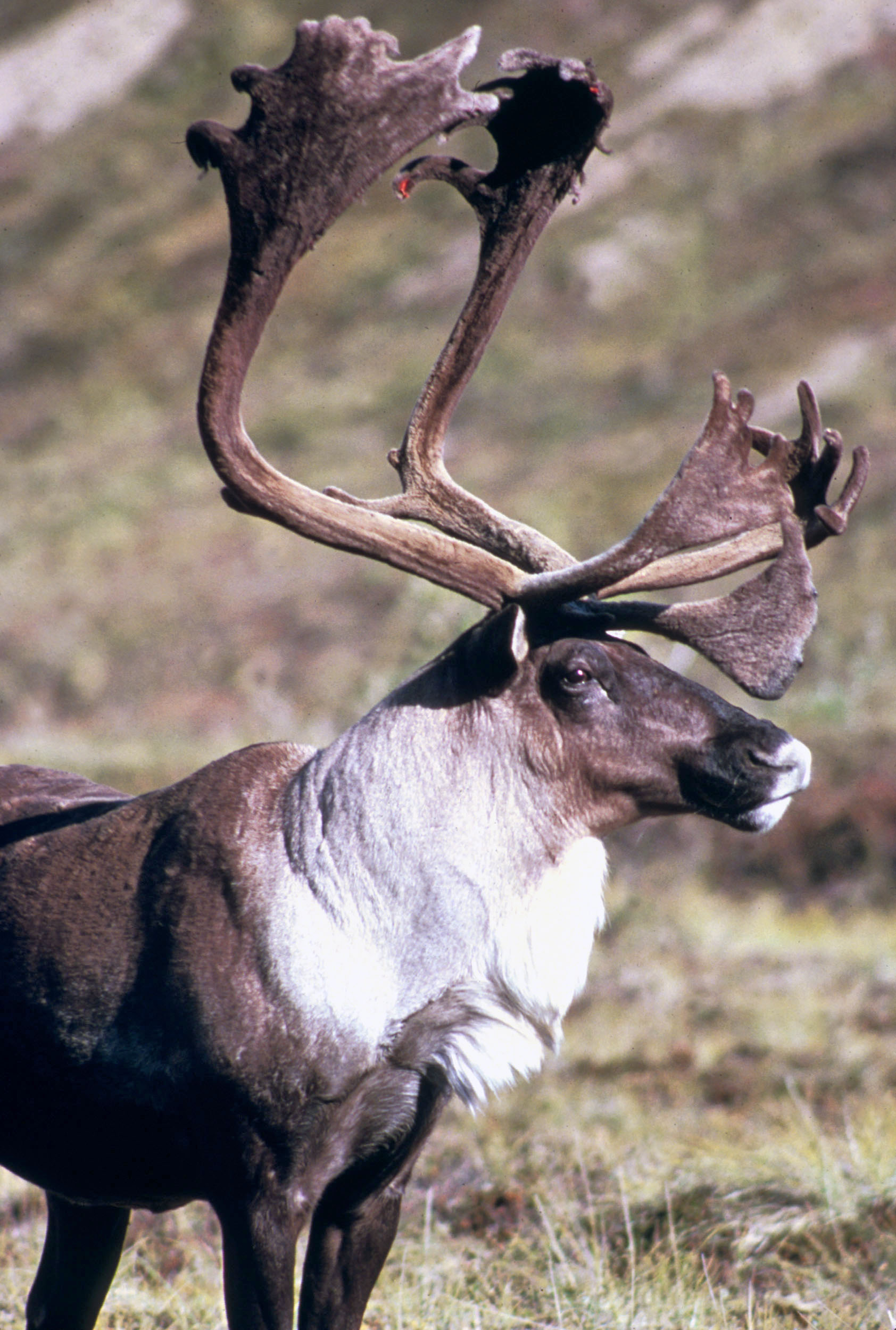
Ren

## Zona de tundră
Deși clima este neprielnică și solul înghețat aproape tot anul, mai multe animale s-au adaptat condițiilor de viață. Astfel, culoarea unora (bufnițe, potârnichi, vulpi, iepuri) a devenit albă ca a zăpezii, apărându-se mai bine de dușmani, iar renul are degetele acoperite cu copite late, care îl împiedică să se afunde în zăpadă.

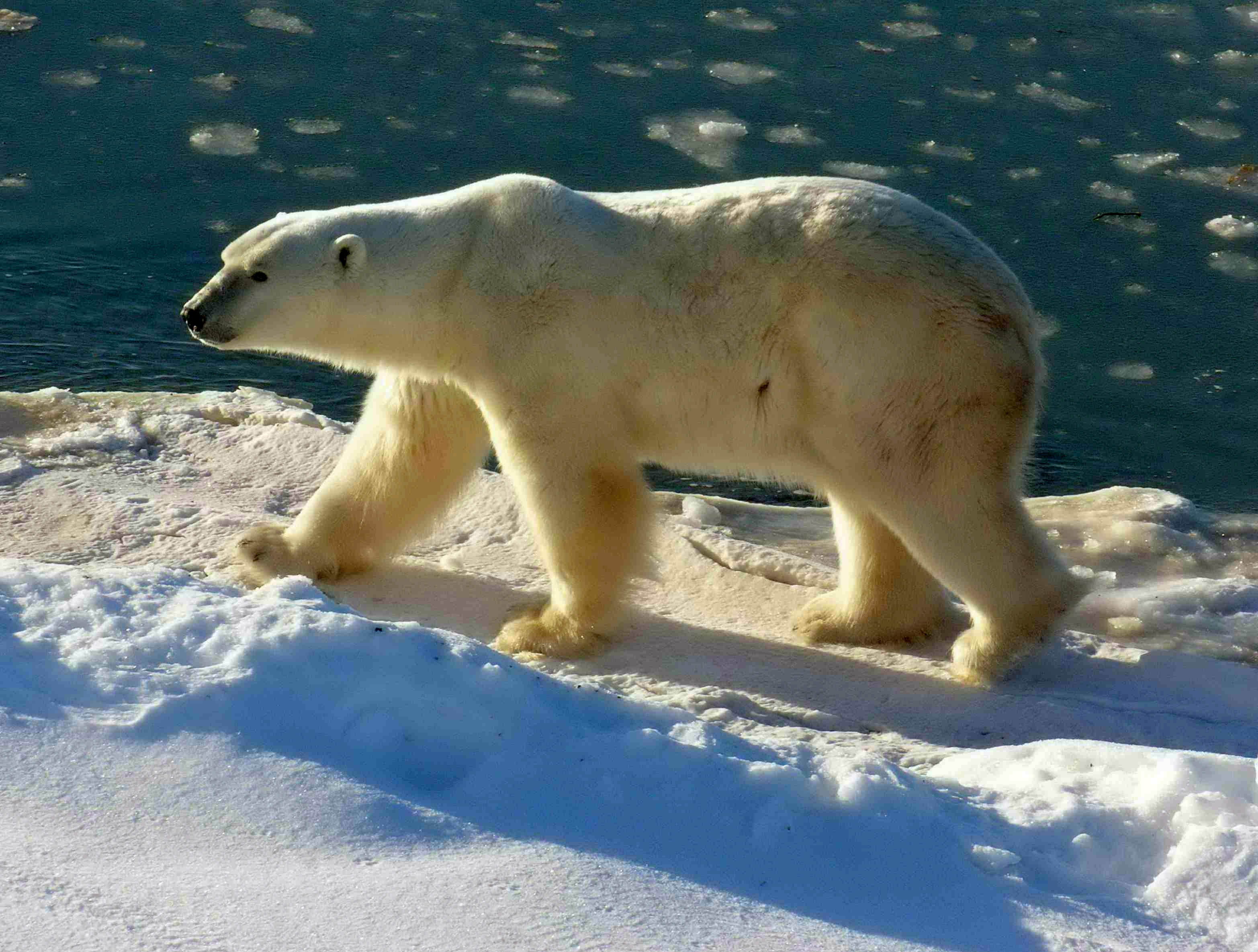
Urs polar

## Zona polară
Aici, animalele reușesc să trăiasca pe gheață și chiar apa înghețată a Arcticii și Antarcticii. Blana lor deasă ( la ursul polar), stratul de grăsime de sub piele ( la foci), penajul des și umflat (la pinguni) le permit să-și păsteze căldura corpului.